# Gollarahatti, Davanagere
Gollarahatti là một làng thuộc tehsil Davanagere, huyện Davanagere, bang Karnataka, Ấn Độ.